# Politický systém Severní Makedonie
Politický systém Severní Makedonie je určen ústavou přijatou po vyhlášení nezávislosti v roce 1991. Jedná se o pluralitní parlamentní demokracii. V čele republiky je prezident. Jeho funkce je spíše ceremoniální, prezident je vrchním velitelem ozbrojených sil a Státní bezpečnostní rady. Výkonnou a rovněž zákonodárnou moc má vláda. Nejvyšším orgánem zákonodárné moci je Sobranje – jednokomorový parlament, který má 120 poslaneckých mandátů volených proporční volbou na 4 roky.

## Ústava
Ústava Severní Makedonie byla parlamentem schválena 17. listopadu 1991. Makedonie se v ní hlásí k historickému a kulturnímu dědictví. Makedonie je v ní definována jako stát založený na občanském principu. V roce 1992 byla ústava novelizována a byl do ní zařazen článek, že Makedonie nemá žádné územní nároky vůči sousedním státům. Velká pozornost je věnována postavení národnostních menšin, Makedonie garantuje ochranu etnické, kulturní, jazykové a náboženské totožnosti lidí. Po národnostním konfliktu do ní byla implementována Ohridská rámcová dohoda (ORD). ORD, podepsaná 13. srpna 2001 v Ohridu, je politickou dohodou podle níž byla upravena makedonská ústava, bylo zajištěno používání makedonštiny i albánštiny v parlamentu, v soudnictví, při vydávání dvojjazyčných cestovních dokladů. Bylo zajištěno proporcionální zastoupení menšin ve státní správě, samosprávě i ozbrojených silách a používání jazyka národnostních menšin a symbolů menšin.

## Prezident
Prezident Severní Makedonie je volený ve všeobecných a přímých volbách na 5 let. Může být jen jednou znovu zvolen. Podle ústavy Severní Makedonie je prezident hlavou státu, jeho funkce je však spíše ceremoniální (má nižší pravomoci než premiér). Prezident je vrchním velitelem ozbrojených sil a Státní bezpečnostní rady. Jmenuje guvernéra ústřední banky. Jmenuje z většinové strany pověřence pro sestavení vlády, která je pak volena parlamentem (Sobranje). Úřadujícím prezidentem Severní Makedonie je Stevo Pendarovski, který zvítězil v prezidentských volbách v dubnu roku 2019.

## Sobranje
Sobranje je jednokomorový stodvacetimístný parlament, do nějž se volí každé 4 roky. Po obnovení politického pluralismu se v Severní Makedoniii konalo 5 parlamentních voleb (1990, 1994, 1998, 2002, 2006). Poslední volby do makedonského parlamentu se konaly 5. července 2006 (následující volby jsou plánovány na rok 2010).
Výsledky voleb 2006:
- VMRO-DPMNE 38 mandátů
- SDSM 23 mandátů
- BDI (DUI) 14 mandátů
- PDS (DPA) 11 mandátů
- NSDP 7 mandátů
- VMRO-NP 6 mandátů
- LDP 5 mandátů
- SPM 3 mandáty
- PPD 3 mandáty
- LPM 2 mandáty
- DPT 2 mandáty
- DS 1 mandát
- SRM 1 mandát
- OPRM 1 mandát
- DPS 1 mandát
- PEI 1 mandát
- DOM 1 mandát

## Vláda
Na základě výsledků parlamentních voleb jmenuje prezident předsedu většinové strany pověřencem pro sestavení vlády, která je pak volena parlamentem (Sobranje). Od vyhlášení nezávislé republiky Makedonie se vystřídalo osm vlád. Z posledních parlamentních voleb v roce 2006 vznikla nynější koaliční vláda v čele s premiérem Nikolou Gruevskim (VDMRO-DPMNE) složená z šesti politických stran. Vládu tvoří VMRO-DPMNE, PDS, LPM, NSDP, SPM a PDTM. Vládní koalice má 65 mandátů ve 120členném parlamentu.

## Politické strany
- VMRO-DPMNE (Vnitřní makedonská revoluční organizace – Demokratická strana makedonské národní jednoty) – vznikla z Křesťansko-demokratické strany v roce 1990, umírněná strana s křesťansko-demokratickou orientací, podporuje začlenění Makedonie do NATO a EU, současným předsedou je Nikola Gruevski.
- SDSM (Sociálně demokratická unie Makedonie) – vznikla jako následnická strana makedonské Komunistické strany, současnou předsedkyní je od roku 2006 Radmila Šekerinska.
- BDI (Demokratska Unija za Integracija, Demokratická unie pro integraci) – vznikla v roce 2001, politická strana etnických Albánců, současným předsedou je Ali Ahmeti.
- PDS (Demokratska Partija na Albancite, Demokratická strana Albánců) – vznikla v roce 1997 sloučením Strany pro demokratickou stranu Albánců (PDPA) a Lidové demokratické strany (NDP), politická strana etnických Albánců, současným předsedou je Menduh Thaci.
- NSDP (Nová sociálnědemokratická strana) – vznikla v roce 2005 odloučením od SDSM, současným předsedou je Tito Petkovski.
- VMRO-NP (Vnitřní makedonská revoluční organizace – Národní strana) – vznikla v roce 2004 odštěpením frakce kolem Ljubca Georgievského z VMRO-DPMNE, konzervativní politická strana, současným předsedou Gjorgji Trendafilov.
- PEI (Strana pro evropskou budoucnost) – současným předsedou je Fijat Canoski
- DOM (Demokratická obnova Makedonie) – současnou předsedkyní je Liljana Popovska
- LPM (Liberální strana Makedonie) – předsedou do své smrti v roce 2024 byl Stojan Andov
- SPM (Socialistická strana Makedonie) – současným předsedou je Ljubisav Ivanov-Zingo
- PDTM (Strana za hnutí Turků v Makedonii) – současným předsedou je Adnan Cahil

## Administrativně - správní členění
V srpnu 2004 byla Severní Makedonie přerozdělena na 84 opštin. Proces decentralizace státní správy spojený s fiskální decentralizací ve prospěch opštin je jednou z rozhodujících částí implementace Ohridské rámcové dohody z roku 2001. Decentralizační zákony byly přijaty v druhé polovině roku 2004. V listopadu 2004 se konalo neúspěšné referendum o zastavení procesu decentralizace. První kolo místních voleb se uskutečnilo 13. března 2005 a stalo se důležitým mezníkem ve vývoji Severní Makedonie. Byly tak vytvořeny předpoklady pro přenesení pravomocí z centrálních institucí na místní samosprávy a albánská menšina tak získala větší podíl na výkonu politické moci.